# Château du Stuyvenberg

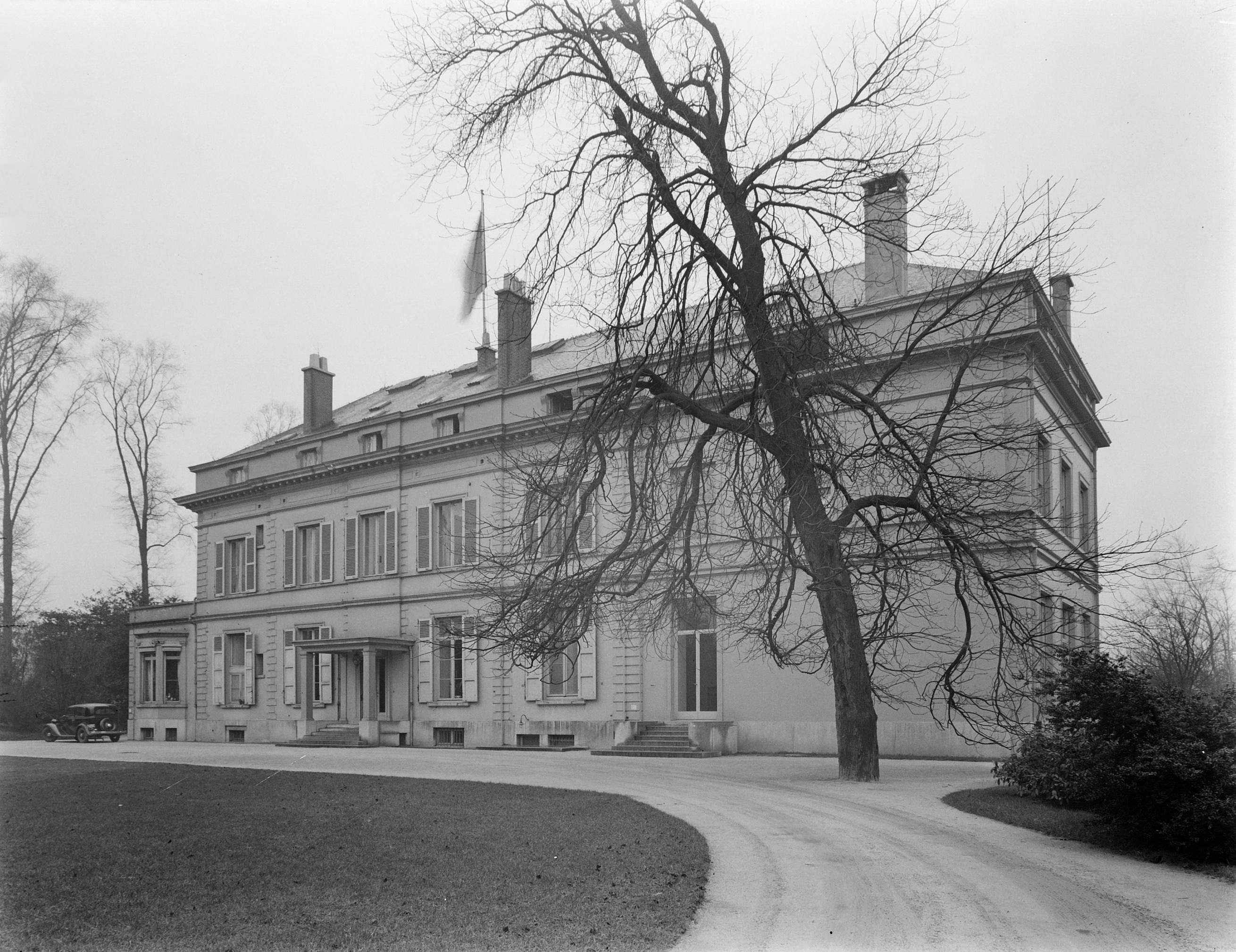
Le château du Stuyvenberg en 1934.

Le château du Stuyvenberg (en néerlandais : Kasteel van Stuyvenberg) est un château situé au nord de Bruxelles, section de Laeken, près du château de Laeken (résidence de l'actuel roi des Belges Philippe et de la reine Mathilde) et du château du Belvédère (résidence du 6e roi des Belges, Albert II et de son épouse, la reine Paola).
Propriété de la Donation royale, il est mis à la disposition de la famille royale belge et a également logé des personnalités étrangères de passage en Belgique.

## Histoire
Le château de Stuyvenberg est construit en 1725. Marie-Anne, fille unique de Joachim-Joseph Sirejacob, femme de Jérôme-Balthasar, vicomte de Roest d'Alkemade, l'hérita de ses parents ; en 1796, il passa, par partage, à François-Charles-Joseph De Leeu de Moorsele, fils de Marie-Françoise Sirejacob. Le petit-fils de ce dernier, François-Charles, baron De Wolff de Moorsele, le vendit, le 8 novembre 1829, à M. J. Deby, qui depuis a été bourgmestre de Laeken, et qui, le 12 août 1840, a cédé Stuyvenberg, avec 23 bonniers de dépendances, au gouvernement belge, moyennant 200 000 francs.
Le roi Léopold Ier y installa sa maîtresse Arcadie Claret ainsi que les enfants qu'elle lui donna.
C'est au Stuyvenberg que les rois Baudouin Ier et Albert II sont nés en 1930 et 1934, et y ont passé le début de leur enfance. C'est au Stuyvenberg que la reine Élisabeth, veuve du roi Albert Ier, s'est installée après la Seconde Guerre mondiale et est décédée en 1965. De 1999 à 2014, c'était la résidence de la reine Fabiola, veuve du roi Baudouin Ier, qui avait laissé le château de Laeken au prince Philippe et à la princesse Mathilde. Elle y est décédée le 5 décembre 2014.
La princesse Astrid et sa famille résident également sur le domaine.